# محمدمهدی بن علی نقی شریف
محمدمهدی بن علی نقی شریف پزشک ایرانی سال‌های نخست قرن ۱۸ میلادی و اواخر صفویه و از اهالی اصفهان بود. وی کتاب به عنوان زادالمسافرین نوشت. موضوع این کتاب بهداشت و پیشگیری از بیماری‌ها در سفر بود.